# Glenda Peters

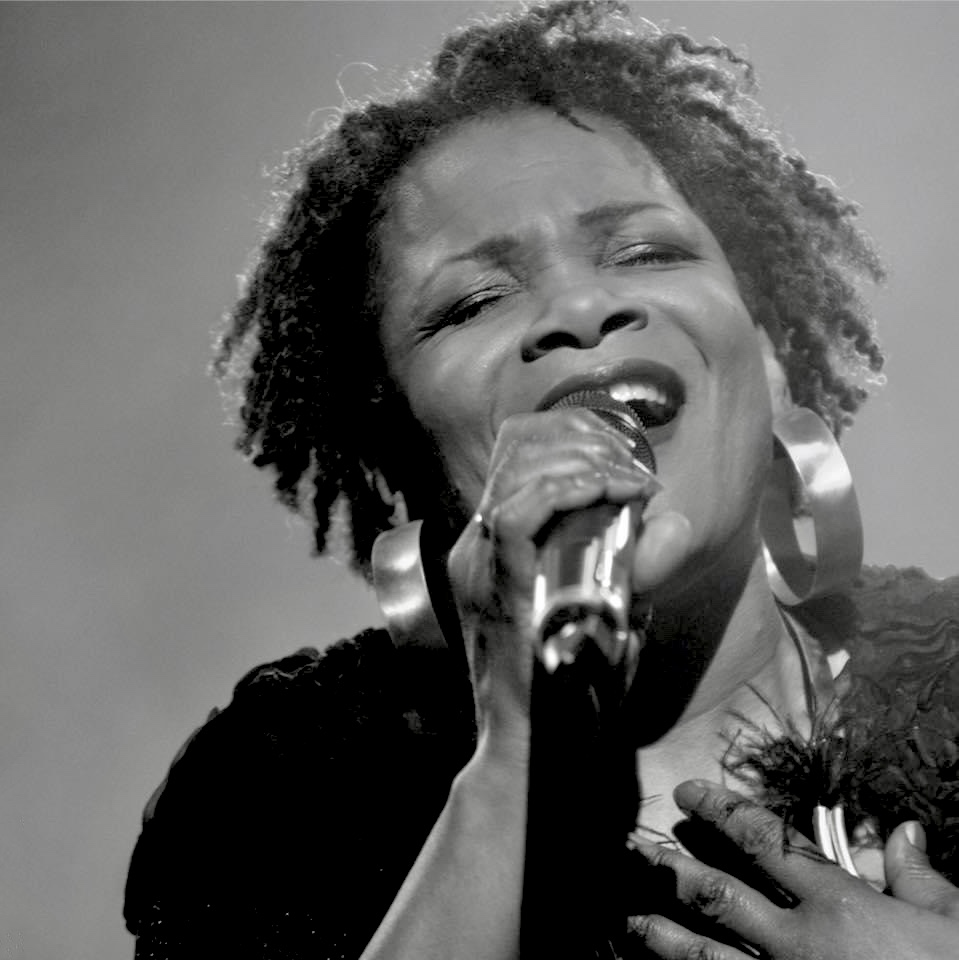
Glenda Peters

Glenda Peters (Paramaribo, 8 maart 1965) is een Nederlandse zangeres.

## Jeugd en studie
Op 3-jarige leeftijd emigreerde zij naar Nederland en ging ze met haar familie in Rotterdam wonen. Ze studeerde onder meer aan het Libanon Lyceum en aan de Wolfert van Borselen Scholengroep.

## Soundmixshow
In haar tienerjaren nam Peters vaak deel aan talentenjachten, die zij regelmatig wist te winnen. In 1985 besloot zij deel te nemen aan de voorrondes van de Soundmixshow van Henny Huisman. Zij won in 1985 de eerste Soundmixshowfinale met het nummer One Day I'll Fly Away van Randy Crawford. Ze werd als winnares aangewezen door de jury bestaande uit onder anderen Willem Duys en Tineke de Nooij.

## In de muziek
Enkele weken na de uitzending scoorde zij haar eerste hit met Since You Came Into My Life (NL Top 40: 5 wk / nr. 34). Haar lp, Never Leave You Again, werd door Veronica uitgekozen tot lp van de week. Narada Michael Walden, producer/songwriter voor Whitney Houston en Patti Austin, heeft voor haar speciaal U Do Voodoo geschreven, dat nummer werd op 12 inch geremixt door Peter Slaghuis.
Na het verschijnen van haar debuutalbum verscheen nog een aantal singles, waaronder Dancin' On Broken Dreams, Let Me Know (met medewerking van Mai Tai) en (We Can Go On) Dreaming.
In 1989 deed Peters onder andere mee aan de single Memre Den onder de naam Surinam All Stars.
Deze single werd uitgebracht ter nagedachtenis aan de vliegramp op 7 juni 1989 in Suriname waar veel mensen het leven lieten. Diverse Surinaamse artiesten zongen mee zoals: Oscar Harris, Jetty Weels van Mai Tai en Trafassi.
In 1994 ontmoette ze producer/songwriter Frank Pels, die heeft gewerkt met bands als The Sonic Surfers en Pels Syndicate. In juni 1995 deed Glenda Peters een minitour in Pori, Finland samen met 2 Brothers on the 4th Floor en Cappella.
Na een periode van stilte, die ze besteedde aan de opvoeding van haar zoontjes, is Glenda Peters in 2007 weer begonnen met zingen. Ze trad regelmatig op met haar band GlenVitation.
In 2011 kwam Peters met een eigen theatershow Brand New Woman.
In 2020 bracht Glenda de sfeervolle single "Fly Angel Fly" uit. Het nummer is een bewerking van een demo oorspronkelijk opgenomen door Lucy Steymel. "Fly Angel Fly" gaat over afscheid nemen, troost en bezinning, passend bij de onzekere tijden in 2020.
In 2021 nam Glenda de single “Rotterdam” op in het kader van het officiële OpenUp to Eurovision Stadsprogramma, waarbij onder het motto “Rotterdam, laat je horen” een eigen platform werd geboden aan muzikale creaties van de inwoners van de stad. De single was de meest populaire inzending.
De tekst en muziek is geschreven door Fred Willems. De arrangementen en productie was in de handen van Jan-Peter Bast.

### Singles
- Since You Came Into My Life (1985)
- Never Leave You Again (1985)
- Is This Goodbye (1985)
- U Do Voodoo (1985)
- Dancin' On Broken Dreams (1986)
- Let Me Know (1987) met Mai Tai
- We Can Go On Dreaming (1988)
- Memre Den (Gedenk hen) (1989) met de Surinam All Stars
- Love Survivors (1989) met Eddie Conard
- All Night Long (1990)
- Never Let Me Down (1991)
- Ik laat je nooit meer gaan (1996) met Jeroen van der Boom
- Light Of My Life (2003) met Bobby Summer
- Fly Angel Fly (2020)
- Rotterdam (2021)

## Trivia
- In dezelfde Soundmixshow eindigde Gerard Joling als Don McLean op de derde plaats.
- Glenda Peters coverde Heaven In Your Eyes van Deniece Williams en Give Me The Night van George Benson.
- Ze zong samen met Georgie Davis, Gerard Joling en Henny Huisman op de single Reach Out And Touch uit 1985 die de 27e plek in de Nederlandse Top 40 behaalde.
- Ze toerde met Bobby Farrell van Boney M.
- Glenda Peters is zaterdag 5 maart 2011 geridderd door Prins Lombard V in de orde van de grote Noel. Daarmee komt ze in een eregalerij met eerdere ridders als onder anderen Coen Moulijn, Annie de Reuver, Eddy Treijtel, Gerard Cox, Olga Lowina, Jacques Herb en Nelli Cooman.